# Купшульсола
Купшульсо́ла (рос. Купшульсола, марій. Купшӱльӧ) — присілок у складі Совєтського району Марій Ел, Росія. Входить до складу Ронгинського сільського поселення.

## Населення
Населення — 2 особи (2010; 5 у 2002).
Національний склад (станом на 2002 рік):
- марі — 100 %